# Commodore-Produktübersicht
In dieser Produktübersicht werden einige der Commodore-Computer und -Peripheriegeräte aufgelistet.

## Computer

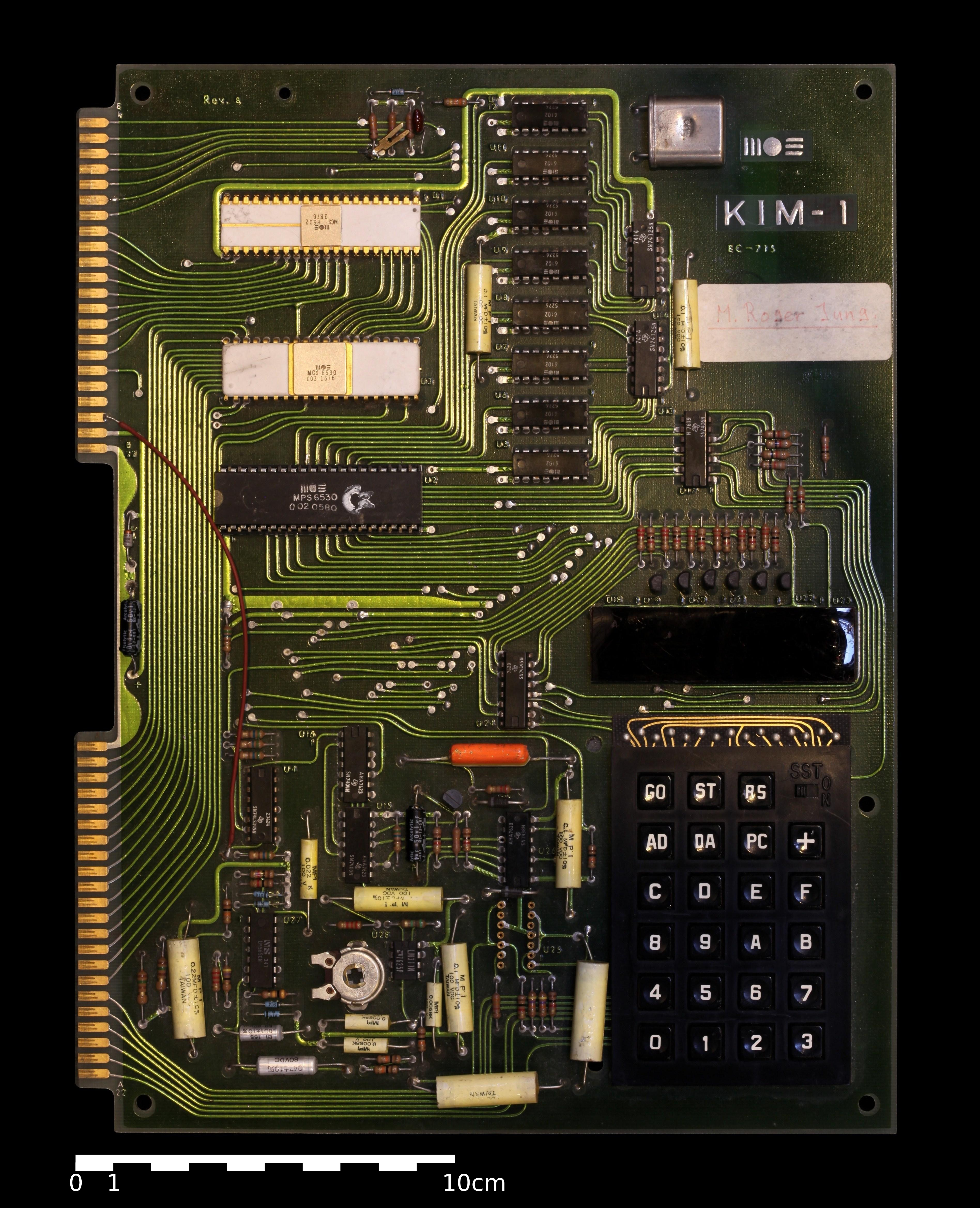
KIM-1

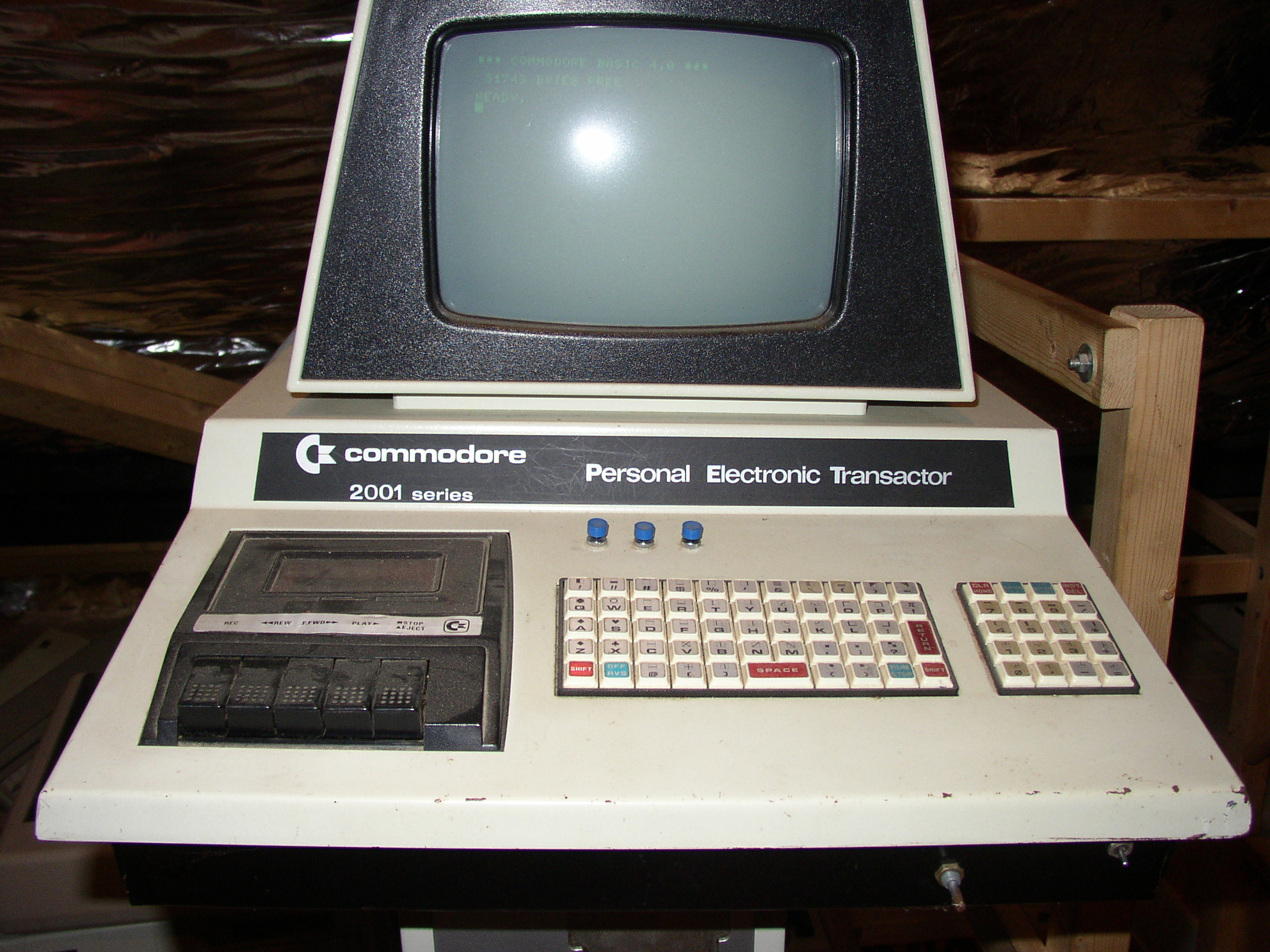
PET 2001

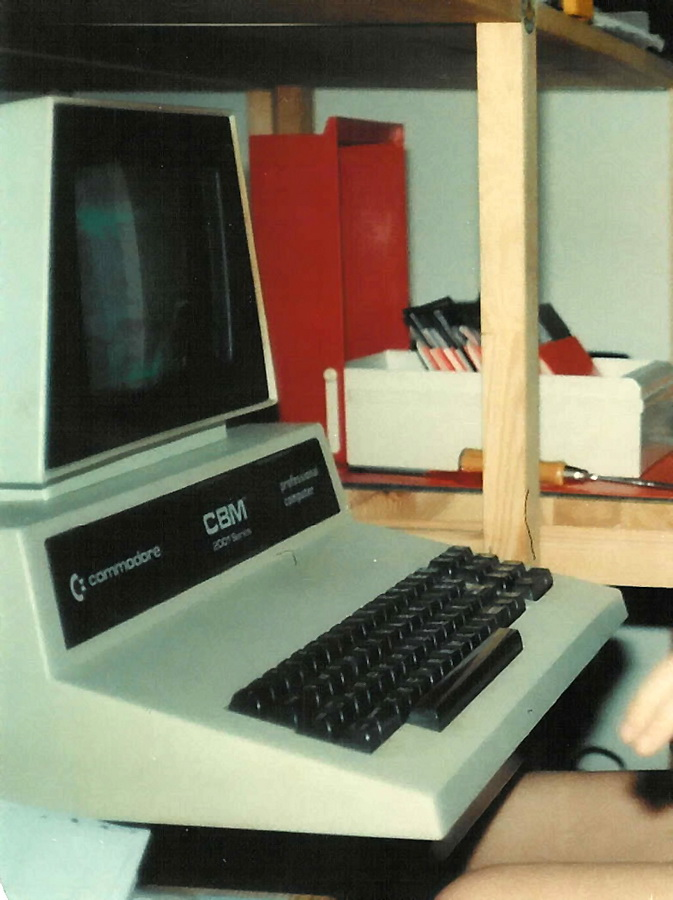
Bürocomputer CBM 3032

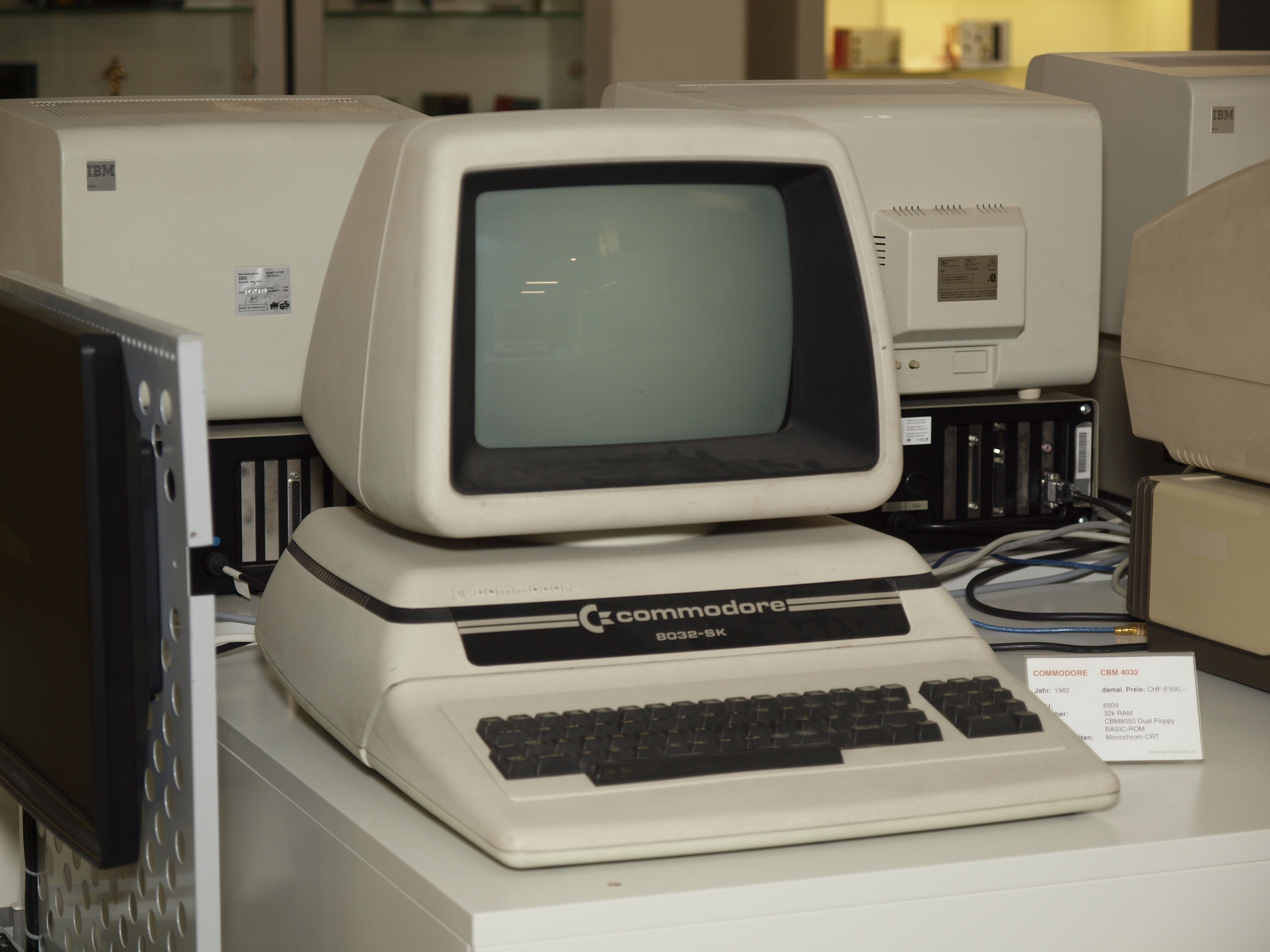
CBM 8032-SK

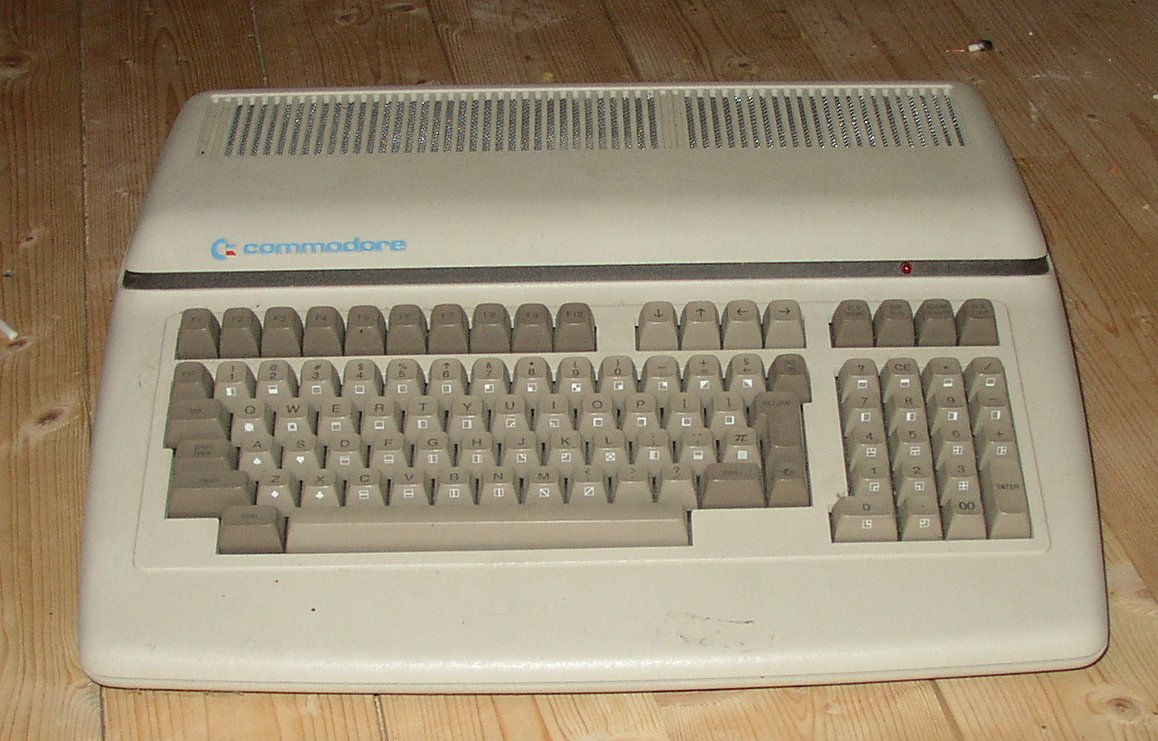
CBM 610

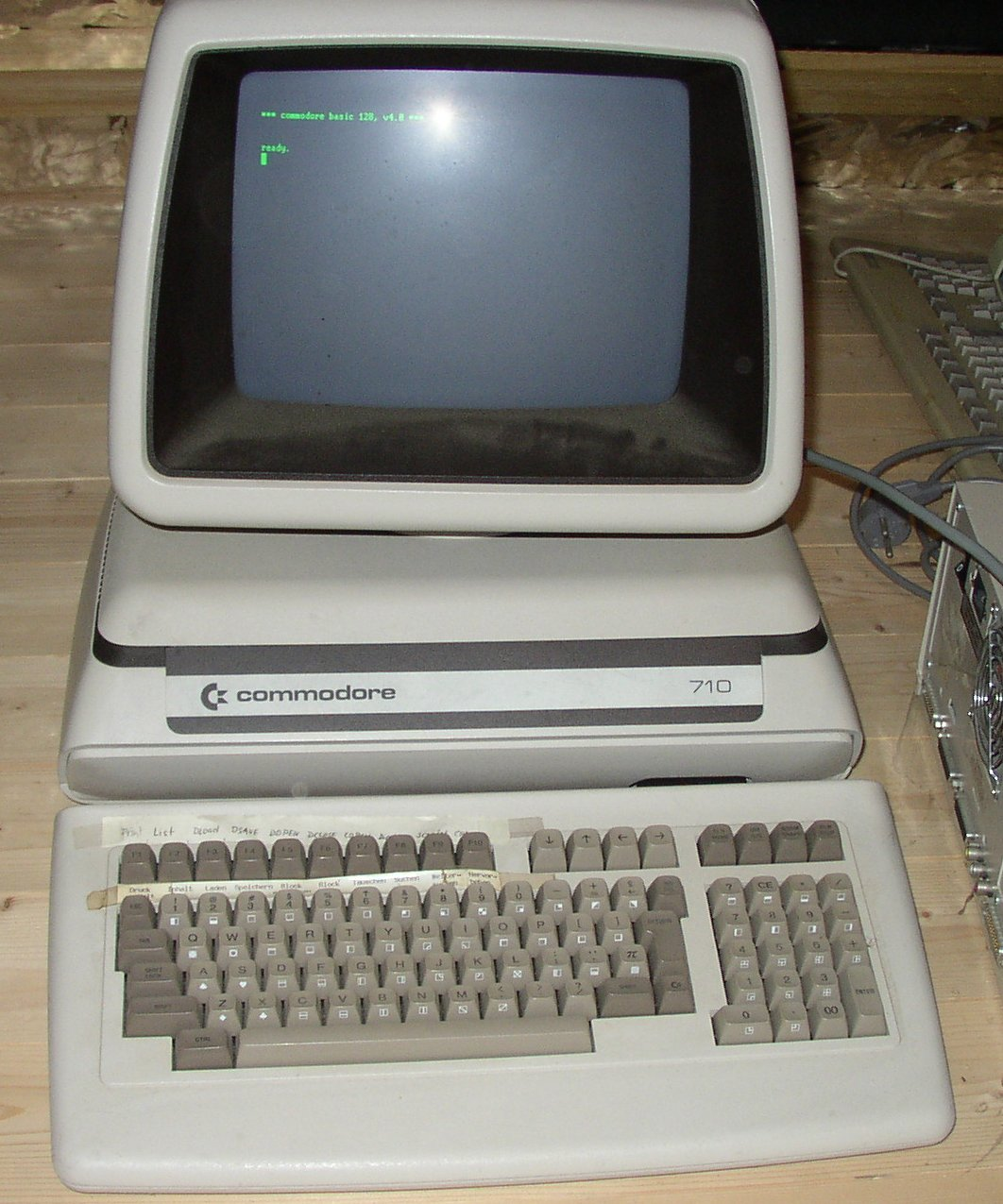
CBM 710

### Einplatinencomputer
- KIM-1

### Bürocomputer
- PET 2001 (Personal Electronic Transactor), in Europa nur CBM
- CBM-3000-Serie
- CBM-4000-Serie
- CBM-8000-Serie
- CBM-500-Serie
- CBM-600-Serie
- CBM-700-Serie
- CBM 900 (nie veröffentlicht)
- Commodore LCD (nie offiziell erschienen)

### Heimcomputer
- VC 10 – auch bekannt als Commodore MAX Machine oder Ultimax; technologischer Vorgänger des C64, der nur in sehr geringen Stückzahlen in Japan verkauft wurde
- VC 20 – deutsche Bezeichnung eines im Rest der Welt unter dem Namen VIC 20 verkauften 8-Bit-Rechners
- C64 – weltweit meistverkaufter 8-Bit-Heimcomputer, der bis in die 1990er Jahre verkauft wurde
- SX-64 und DX-64 – portable Variante des C64 mit integriertem Floppy-Laufwerk; als DX-64 kurzzeitig auch mit zwei Floppy-Laufwerken verfügbar, aber wegen thermischer Probleme sehr schnell wieder vom Markt genommen.
- Commodore-264-Serie (C16, C116, Plus4) – ursprünglich gedacht als C64-Nachfolger, schließlich parallel zum C64 als eigenständige 8-Bit-Modellreihe vermarktet.
- C128 – CP/M-fähiger 8-Bit-Nachfolger des C64 mit drei Betriebssystemen
- C65 – nicht zur Serienreife gelangter Nachfolger des C64
- C256 – nicht zur Serienreife gelangter Nachfolger des C128
- Amiga – 16/32-Bit-Heimcomputer-Serie mit herausragenden Grafikfähigkeiten
- VIC-1001 – ein Paket, bestehend aus VIC 20. Datasette, Spielmodulen und Joystick, das lediglich in Japan verkauft wurde

### Spielkonsolen
- Commodore 2000k
- Commodore 64 GS
- Amiga CDTV
- Amiga CD³²

### Amiga

#### Modelle im Tastaturgehäuse

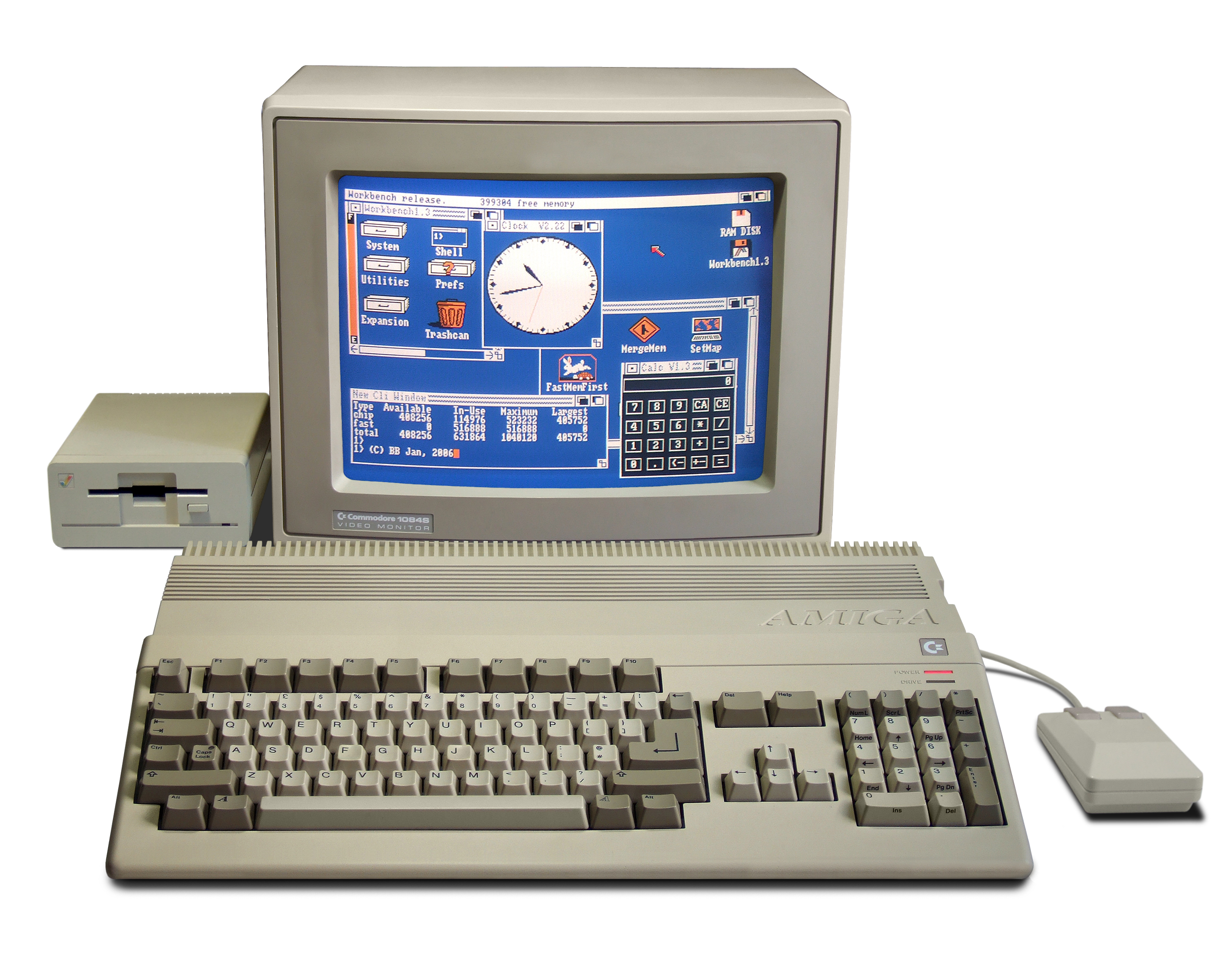
Amiga 500 mit 1084S RGB-Monitor, Maus und externem A1010 Diskettenlaufwerk. Auf dem Bildschirm ist die Workbench zu sehen.

- Amiga 500
- Amiga 500 Plus
- Amiga 600
- Amiga 600HD
- Amiga 1200
- Amiga 1200HD

#### Desktop- und Tower-Versionen
- Amiga 1000
- Amiga 2000 / 2500 / UX
- Amiga 3000 / Amiga 3000T / UX
- Amiga 4000 / 4000T

### IBM-kompatible PCs
- PC-1
- Commodore PC-10 bis PC-70
- Commodore 286LT, 386LT, 486LT (tragbar)
- Amiga 1060 Sidecar

## Datenträgerlaufwerke

### Diskettenlaufwerke

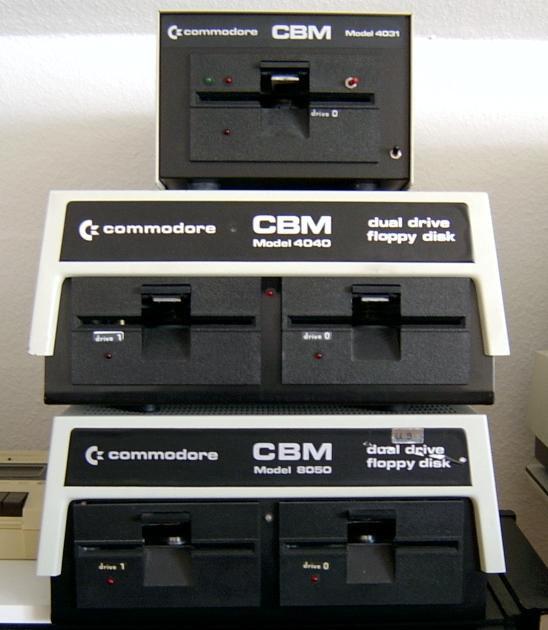
Laufwerke 4031, 4040, 8050

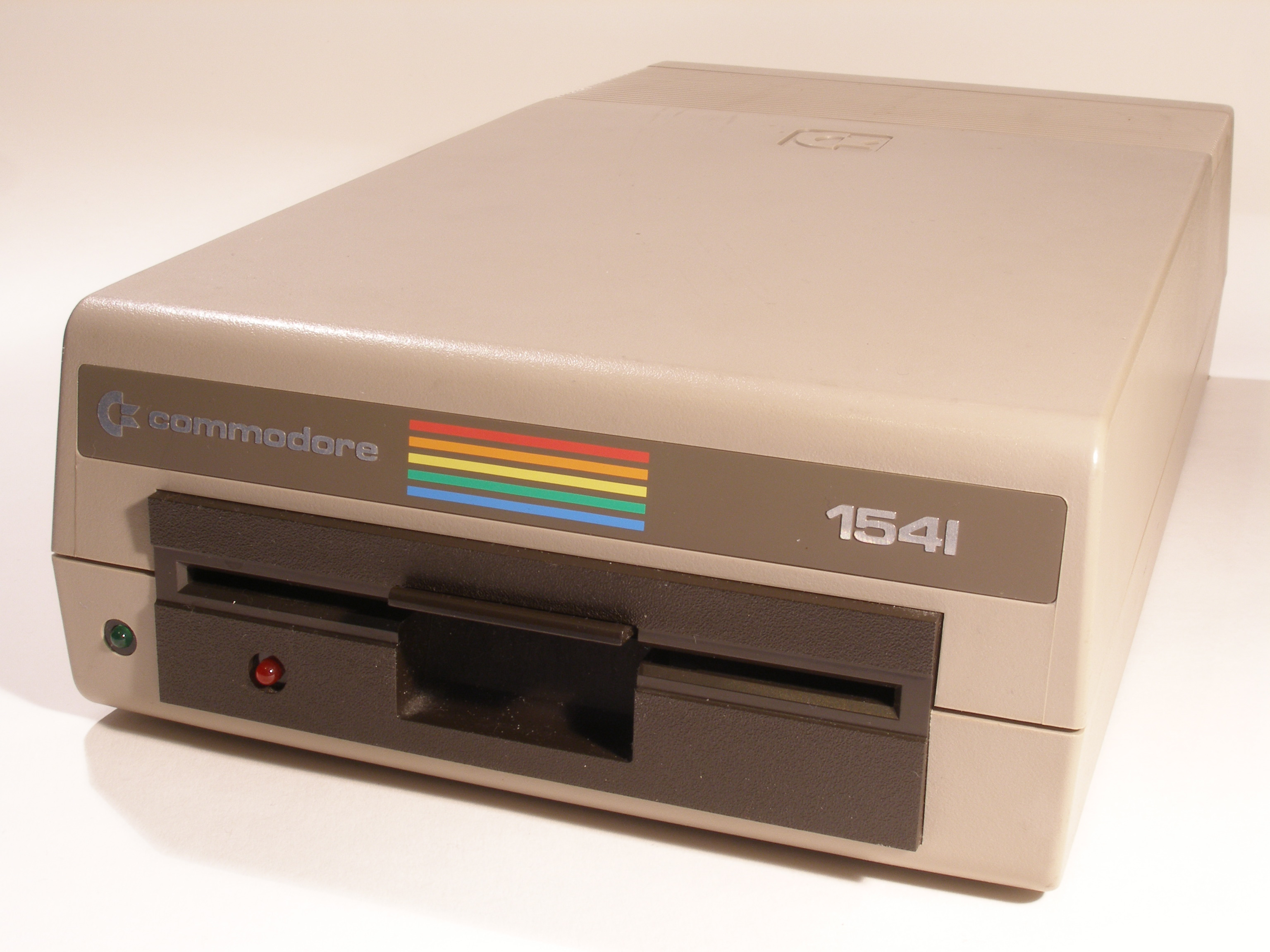
Die VC1541

Allgemeine Angaben zur Laufwerkshardware finden sich als Nebenthema im Artikel über CBM-Diskettenlaufwerke und deren Commodore DOS.
- 5 1⁄4-Zoll-Diskettengeräte (allg. VC15xx) mit einem Laufwerk und CBM-Bus-Schnittstelle
  - 1540 / 1541 / 1551
  - 1570 / 1571
  - SFD 1002 – Beidseitig schreibend, vierfache Schreibdichte, 1 MB Gesamtspeicherkapazität, s. a. SFD 100x
- 3 1⁄2-Zoll-Diskettengeräte mit einem Laufwerk und CBM-Bus-Schnittstelle
  - 1581
- 5 1⁄4-Zoll-Doppel-Diskettengeräte mit IEEE-488-Schnittstelle (= IEC-625-Bus)
  - CBM 2020 – Erstausführung mit Programmfehlern
  - CBM 2040 – überarbeitete ROMs, DOS 1, 670 Blöcke für Benutzerdateien, kann ein VC1541-ähnliches Format schreiben, damit lesbar auf CBM 4040, CBM 2031, CBM 4031, VC1540, VC1541, VC1551. VC 1570 und VC1571
  - CBM 3040 – wie CBM 2040, passend zur CBM-3xxx-Serie
  - CBM 4040 – DOS 2.0/2.1, 664 Blöcke für Benutzerdateien, "Relative Dateien", lese- und schreibkompatibel zu CBM 4031, CBM 2031, VC1541, VC1551, VC1570 und VC1571, 2 × 170 KB
  - CBM 8050 – DOS 2.5/2.7, einseitig schreibend, vierfache Schreibdichte, 2 × 500 KB
  - CBM 8250 – DOS 2.7, beidseitig schreibend, vierfache Schreibdichte, 2 × 1 MB
  - CBM 8250lp – wie CBM 8250, "low profile" – neues Design, passend zur CBM-Pet-II-Serie
- 5 1⁄4-Zoll-Einzel-Diskettengeräte mit IEEE-488 (=IEC-625-Bus)-Schnittstelle
  - CBM 4031 – wie CBM 4040, 1 × 170 KB
  - CBM 2031 – wie CBM 4031, „low profile“ – neues Design wie VC1541, wie diese nur mit einem Mikroprozessor 6502
  - SFD 1001 – wie CBM 8250, „low profile“, 1 × 1 MB, s. a. SFD 100x
- 8-Zoll-Doppel-Diskettengeräte mit IEEE-488-Schnittstelle (= IEC-625-Bus)
  - CBM 8280 – 1 MB oder 512 KB je Laufwerk
- Amiga-Diskettenlaufwerke
  - A1010 – externes 3 1⁄2-Zoll-Laufwerk (hoch)
  - A1011 – externes 3 1⁄2-Zoll-Laufwerk (flach)
  - A1020 – externes 5 1⁄4-Zoll-Laufwerk
  - CD-1411 – externes 3 1⁄2-Zoll-Laufwerk (schwarz, für CDTV, technisch baugleich A1011)

Die 5 1⁄4-Zoll-Laufwerke mit der hohen Kapazität von 0,5 bzw. 1 MB sind wie die Modelle mit geringerer Kapazität auf Double-Density-Diskettenmaterial (DD) ausgelegt, mit High-Density-Disketten (HD) können sie nicht zuverlässig arbeiten.

### CD-ROM-Laufwerke
- A570 (CD-ROM-Laufwerk)

### Bandlaufwerke
- A3070 (QIC-Streamer mt SCSI-Schnittstelle)

### Compact-Cassetten-Laufwerke

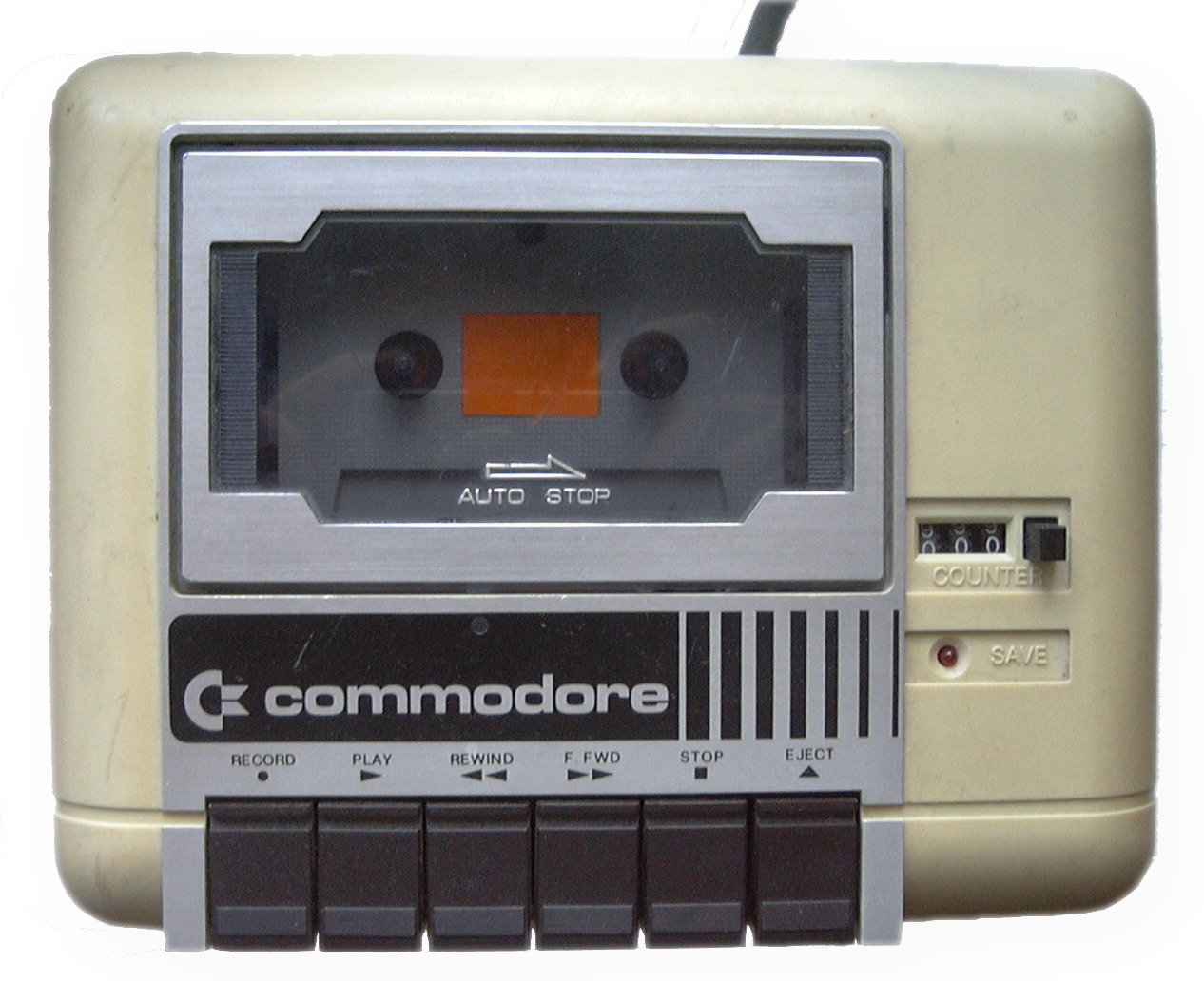
Datasette

- CBM 1530 / 1531 (Datasette)

### Festplatten
- IEEE-488-Schnittstelle (= IEC-625-Bus)
  - CBM D9060 (5 Megabyte Festplatteneinheit)
  - CBM D9090 (7,5 Megabyte Festplatteneinheit)
- A590 (20 Megabyte SCSI-Festplatteneinheit für Amiga 500/500+)
- A2090, A2091 (Steckkarten für Amiga 2000 mit Festplatten-Controller)

## Drucker

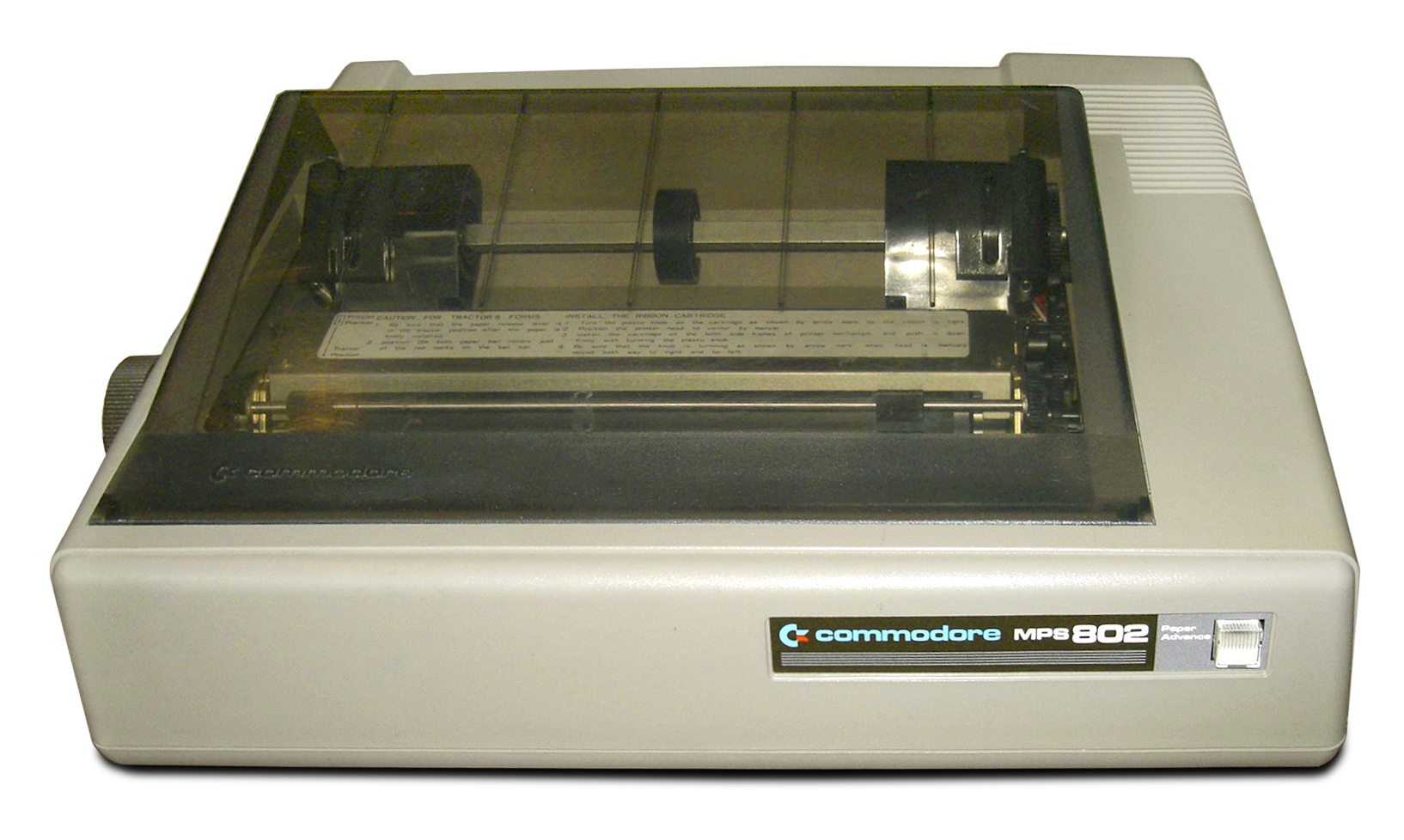
Der Nadeldrucker MPS-802

### Nadel-/Unihammerdrucker
Die Drucker der VC- und MPS-Serie sind mit dem seriellen Bus für C64 und Verwandte ausgestattet, die CBM- und MPP-Drucker mit dem parallelen Bus der CBM-Rechner.
- VC1515
- VC1525 (baugleich mit Seikosha GP-100VC)
- allgemein siehe MPS-Serie
- MPS 801 (baugleich mit Seikosha GP-500VC)
- VC1526 (Vorläufer des MPS 802)
- MPS 802 (Mechanik des CBM 4023)
- MPS 803
- MPS 1000
- MPS 1200 (MPS 1200P)
- MPS 1224C
- MPS 1230
- MPS 1250
- MPS 1270
- MPS 1280
- MPS 1500
- MPS 1500 C
- MPS 1550 C
- MCS 810
- MCS 820
- CBM 3022 (Schreibmaschinen Farbband nach DIN wurde verwendet)[1]
- CBM 4022 (original ein Epson MX 80), CBM 4023
- CBM 8023 (Vorläufer des MPP 1361)
- CBM 8024 (Mechanik von Mannesmann Tally)
- MPP 1361 (Mechanik von Brother)
- MPS 2000 (original ein NEC P6, entgegen dem Namensschema mit parallelem IEC-Bus für die CBM-Reihe)
- MPS 2000 C (Farbversion des MPS 2000)
- MPS 2010 (original ein NEC P7, also breitere Ausführung, entgegen dem Namensschema mit parallelem IEC-Bus für die CBM-Reihe)
- MPS 2020
- MPS 2030
- MPS 2100

### Tintenstrahldrucker
- MPS 1270

### Typenraddrucker
- CBM 8026 (OEM von Olympia), Schreibmaschine mit IEEE-488-Interface ohne Tastatur
- CBM 8027 (OEM von Olympia), Schreibmaschine mit IEEE-488-Interface mit Tastatur
- CBM 8028 (Mechanik von Robotron, Typ SD1152-257, 40 Zeichen/s schnell)
- CBM 8229 (CBM 8028 mit 16 KB Speichererweiterung (für Eingangspuffer) und Teletex-Fähigkeit)
- DPS-1101 (OEM von JUKI), serielles IEC-Interface, TA-Typenräder, Plus/4-Design
- DPS 1120 (OEM von Olympia), serielles IEC-Interface

### Kugelschreiberplotter
- VC-1520 für VC-20 und C64

### Laserdrucker
- LP 806 (original ein Okidata Laserline 6)
- LPS 2000 (SHARP JX-9500)

## Joysticks
- VIC-1311
- C-1341
- C-1342

## Paddle
- 1312

## Mäuse
- 1350 / 1351 (für C64 und C128)

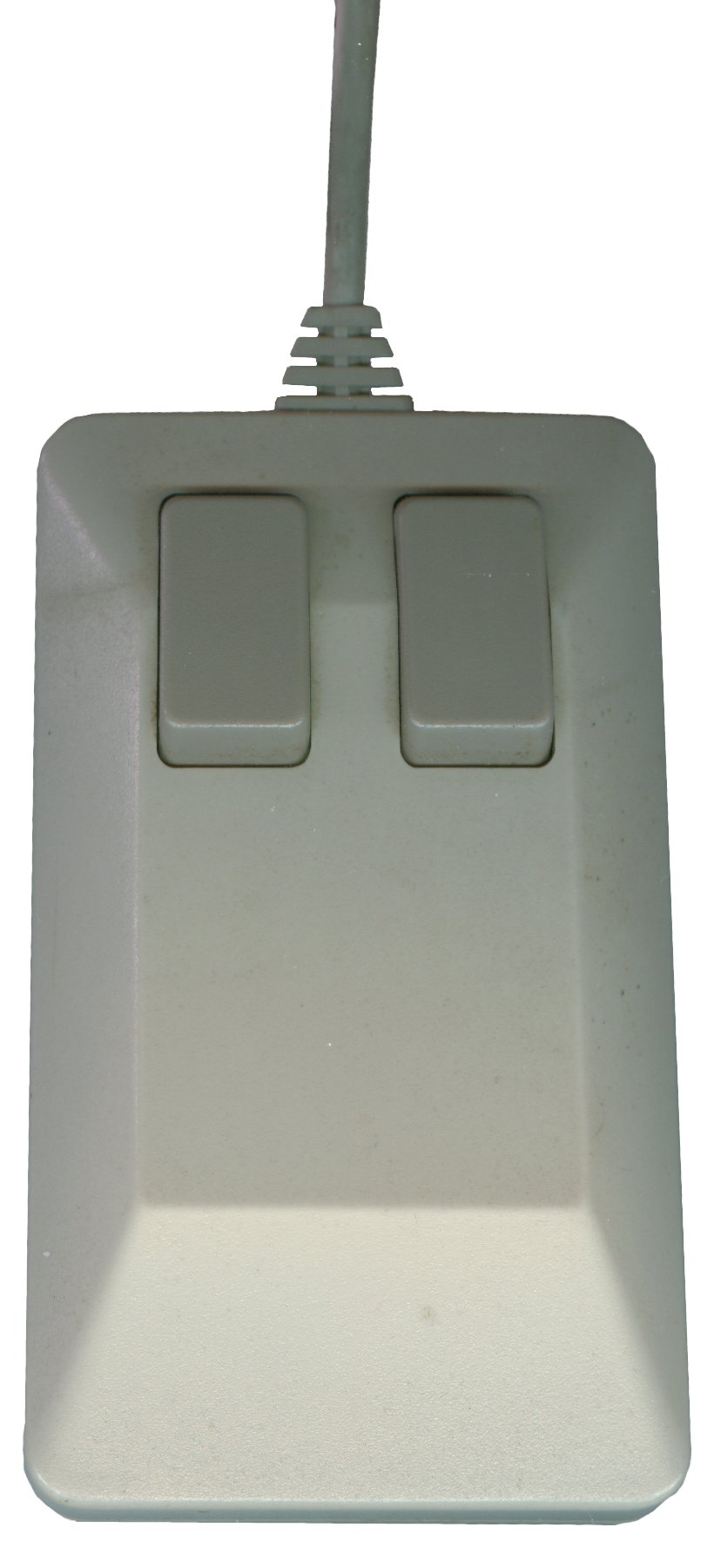
Commodore-Maus

- 1352 (für IBM-komp. PCs, Microsoft-Bus-Mouse-kompatibel)
- Amiga-Mäuse

## Speichererweiterungen

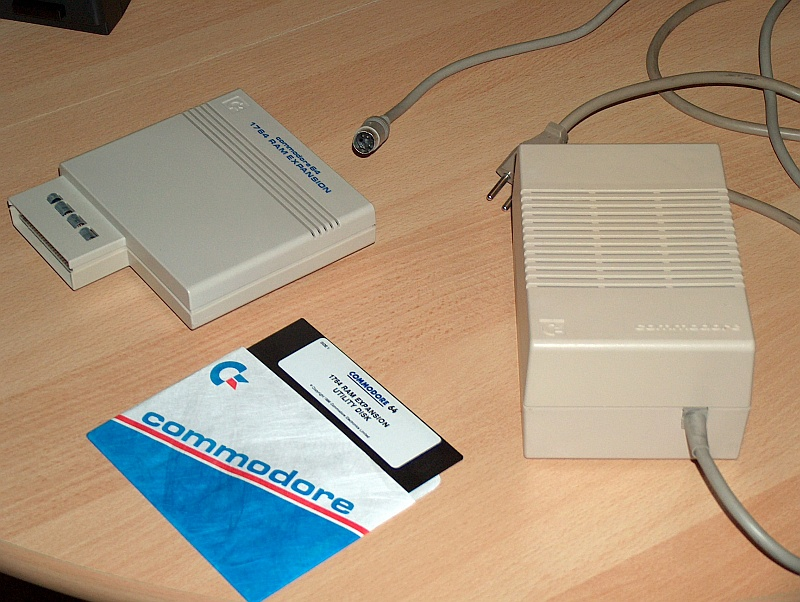
Eine REU 1764 mit Utility-Disk und C128-Netzteil

- REU 1700, 1764, 1750 (für C64/C128 mit je 128, 256 und 512 kB)
- A501, A601, A1050, A2052/58 (für Amiga 500, 600, 1000, 2000/3000/4000 mit je 512, 1024, 256 und 2048 kB)

## Prozessorkarten
- A2620 (CPU-Steckkarte für Amiga 2000 mit CPU 68020)
- A2630 (CPU-Steckkarte für Amiga 2000 mit CPU 68030)

## Brückenkarten (Bridgeboards)
- A1060 Sidecar (für Amiga 1000 mit CPU 8088)
- A2088XT (für Amiga 2000 aufwärts mit CPU 8088)
- A2286AT (für Amiga 2000 aufwärts mit CPU 80286)
- A2386SX (für Amiga 2000 aufwärts mit CPU 80386SX)

## Schnittstellenkarten
- A2232 (7-fach-serielle Schnittstelle RS-232 für Amiga 2000 aufwärts)
- A2060 (Arcnet-Netzwerkkarte Amiga 2000 aufwärts)
- A2065 (Ethernet-Netzwerkkarte Amiga 2000 aufwärts)
- A2320 Flickerfixer-Videokarte für Amiga 2000 („Amber“)

## Monitore

### Farbbildschirme
- Color Monitor 1701
- Color Monitor 1702
- Color Monitor 1703
- Color Monitor 1801
- Color Monitor 1802 (13″ Bildschirmdiagonale, Anschlüsse: Composite Video, Chrominanz/Luminanz)
- Color Monitor 1081
- Color Monitor 1084 (14″ Bildschirmdiagonale, Anschlüsse: Composite Video, Chrominanz/Luminanz, RGBI, RGB, analog)
- Color Monitor 1084S (wie 1084 nur mit Stereo-Lautsprechern statt Mono)
- Color Monitor 1085 (14″ Bildschirmdiagonale, Anschlüsse: RGB, Audio)
- Color Monitor 1901
- Color Monitor 1942 (14″ Bildschirmdiagonale, Anschlüsse: RGB, Audio; mit Adapter am PC anschließbar)

### Monochrome Bildschirme
- Mono Monitor 1402
- Mono Monitor 1403
- Mono Monitor A2024 (genannt Hedley-Monitor, speziell für Amiga-Modelle mit Original Chip Set, verfügt über einen eingebauten Framebuffer und arbeitet als Flickerfixer mit 4 Graustufen oder in einer speziellen Auflösung mit 1024×1024 (PAL) bzw. 1024×800 (NTSC))

## Lautsprecher
- A10 – externes Stereo-Lautsprecher-Paar für Amiga (aber auch allgemein verwendbar)

## Mehrfach-Benutzer-Systeme
Damit konnten mehrere Peripheriegeräte gleichzeitig von bis zu acht zusammengeschalteten Rechnern benutzt werden.
- MBS für C64
- MBS 100 für CBM 8000

## Taschenrechner

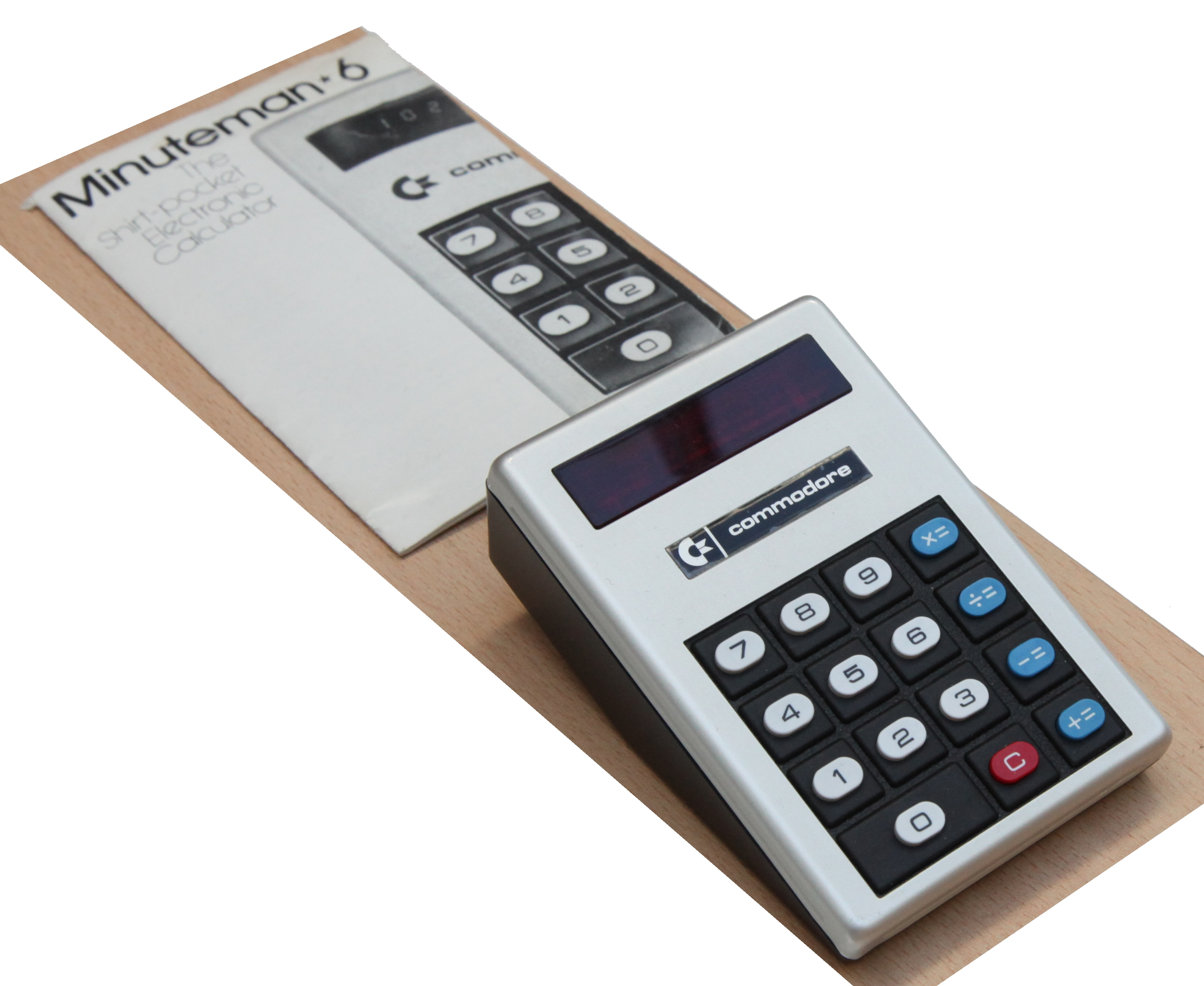
Commodore Minuteman-6 Taschenrechner

- Minuteman-Taschenrechner